# Llista de minerals (lletra L)
Aquesta llista de minerals inclou els minerals que comencen amb la lletra L dels 6.174 minerals reconeguts per l'Associació Mineralògica Internacional (IMA, en anglès) fins el mes de agost 2025.
Es poden consultar tots els minerals ordenats de manera alfabètica en una llista simplificada o bé amb informació ampliada en els següents enllaços:
- A • B • C • D • E • F • G • H • I • J • K • L • M • N • O • P • Q • R • S • T • U • V • W • X • Y • Z

A la llista s'hi troben els diferents minerals classificats alfabèticament amb l'any de publicació (si es va publicar abans de l'aprovació per part de l'IMA), tot seguit de l'any d'aprovació per part de l'IMA i el codi del mineral segons la classificació de Nickel-Strunz. Per a cada mineral s'hi afegeixen fins a tres enllaços externs: a mindat.org, a webmineral.com i al Handbook of Mineralogy (Mineralogical Society of America).
Les abreviatures que es fan servir a la llista són les següents:
- "p.e." – procediment especial.
- Q ó "?" – qüestionable/dubtós (per l'IMA/CNMNC, mindat.org o mineralienatlas.de).
- N – publicat sense l'aprovació de l'IMA/CNMNC o sense l'aprovació de l'IMA però amb certa acceptació en la comunitat científica actualment.
- Rd ó red. – redefinició de...
- A: 1NNN – any de publicació.
- A: antic – conegut molt abans que hi haguessin publicacions.

## L

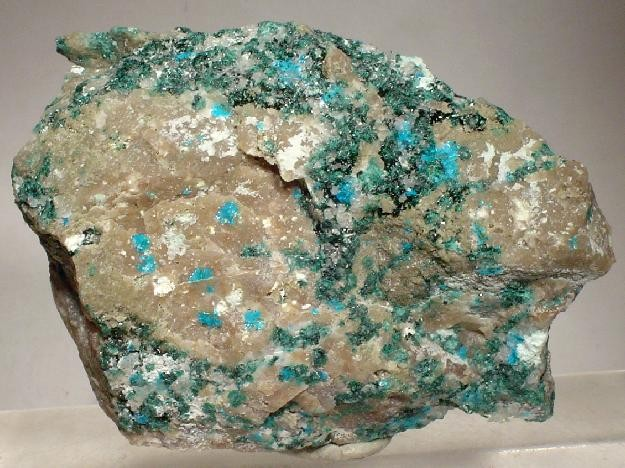
Lammerita (verd fosc) and Lavendula (blau turquesa), dos arsenats rars de coure procedents de la mina El Guanaco, Antofagasta, Xile. Mides 5,0 × 3,6 × 2,6 cm.

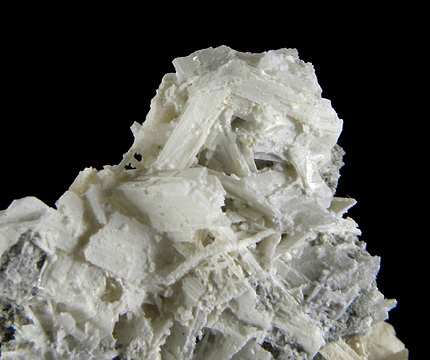
Latiumita, un rar fil·losilicat, procedent de Cava di Campagnano, Campagnano di Roma, Itàlia. Mides 4,6 × 3,8 × 2,8 cm.

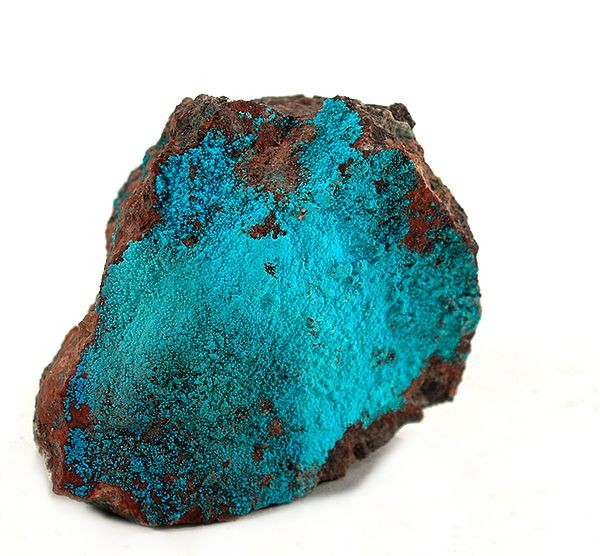
Lavendulana, Rar arseniat de coure procedentde la mina Meskani, Esfahan, Iran. Mides 3,9 × 3,5 × 2,6 cm.

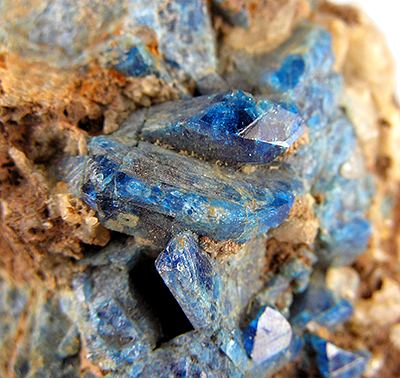
Latzulita, Färbergraben, Werfen, Àustria. El cristall més gran fa uns 1,2 cm.

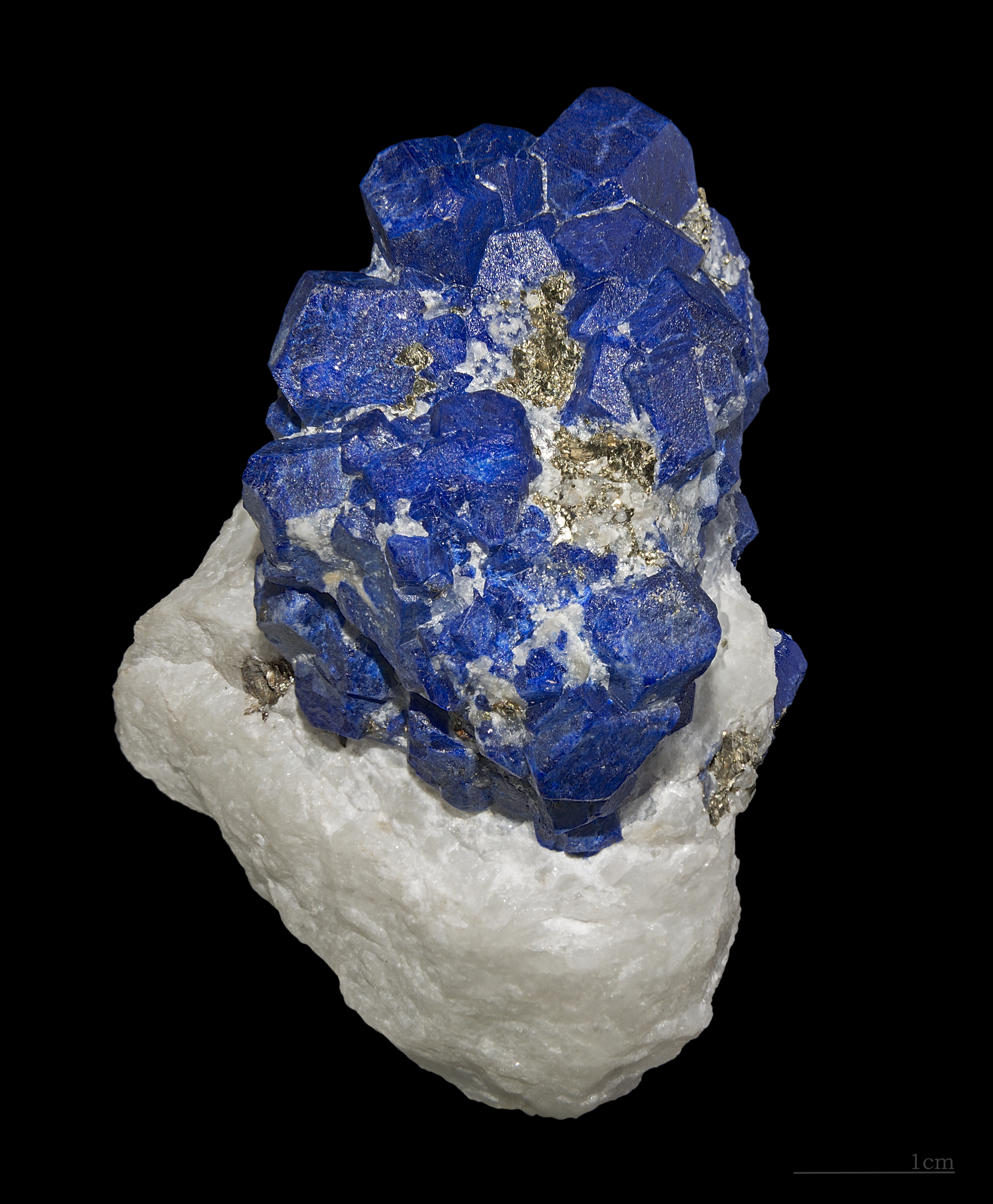
Latzurita en marbre, Sar-e-Sang, Badakhshan, Afganistan.

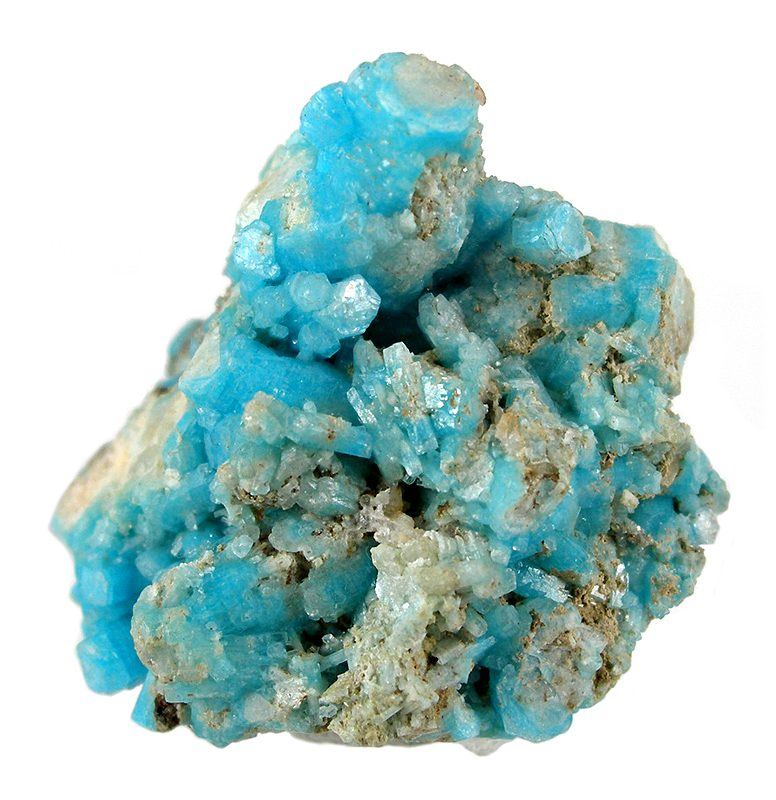
Leadhillita, Mammoth-St. Mina Anthony, Tiger, Arizona. Mides: 3,2 × 3,1 × 2,1 cm.

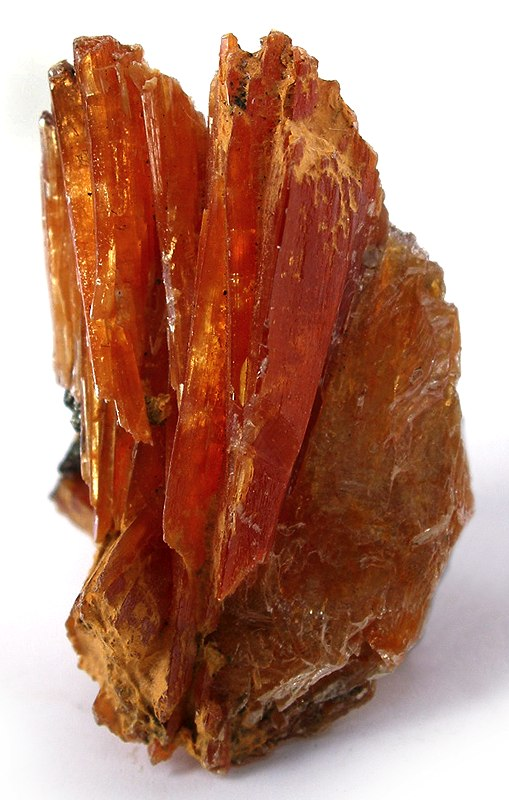
Leiteïta, un arsenat de zinc amb inclusions vermelles de Ludlockita, un arsenat de plom. Tsumeb, Namíbia; Mides: 2.8 × 1.8 × 1.2 cm.

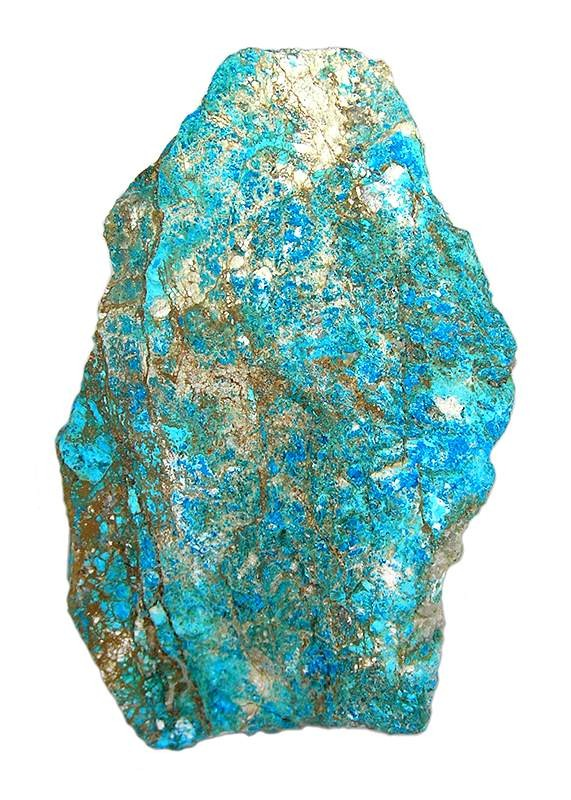
Lemanskiïta, un arsenat de coure, Mina Abundancia, Antofagasta, Xile. Mides: 6,3 × 3,3 × 3,1 cm.

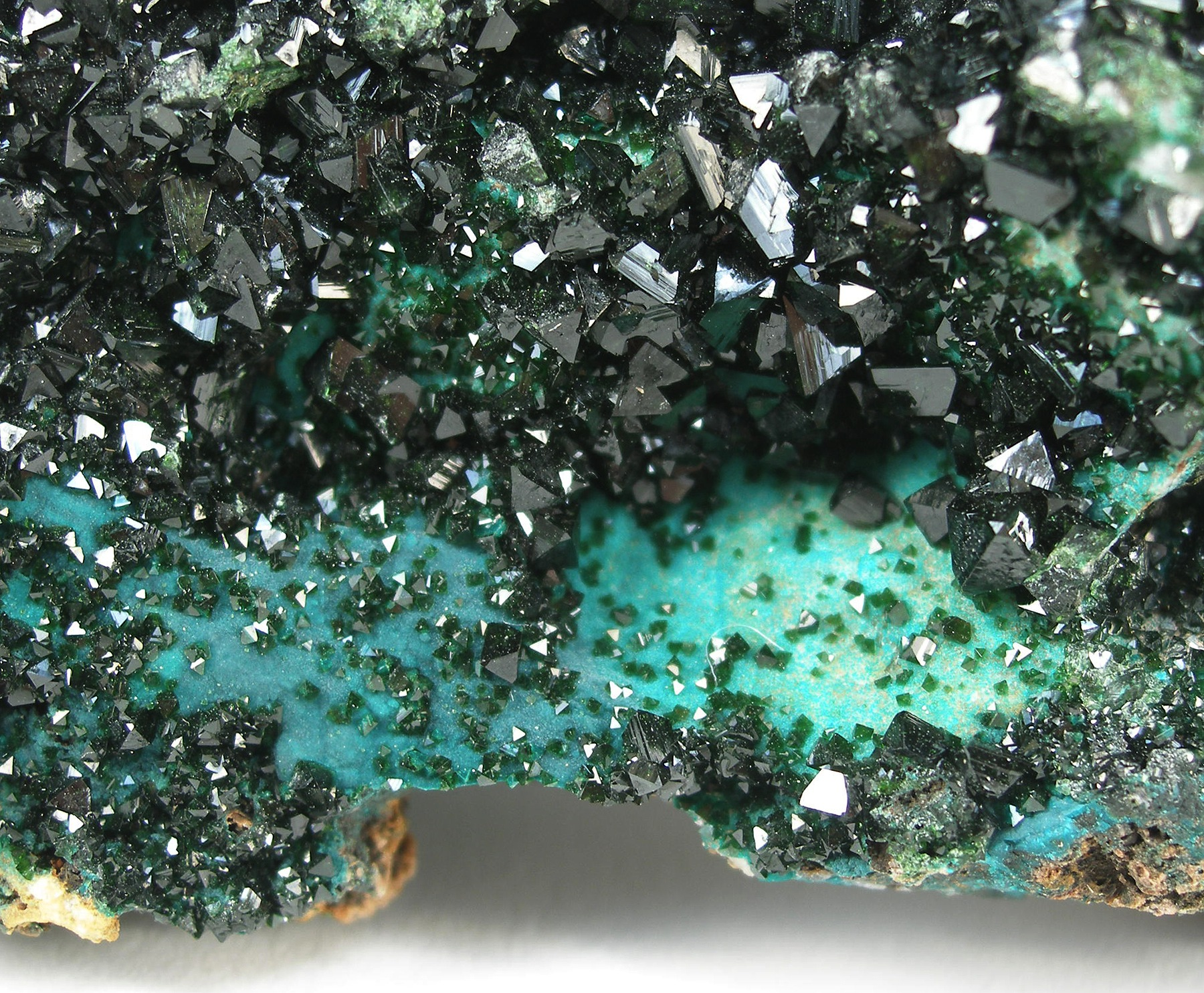
Cristalls de Libethenita, Kambove, Haut-Katanga, República Democràtica del Congo.

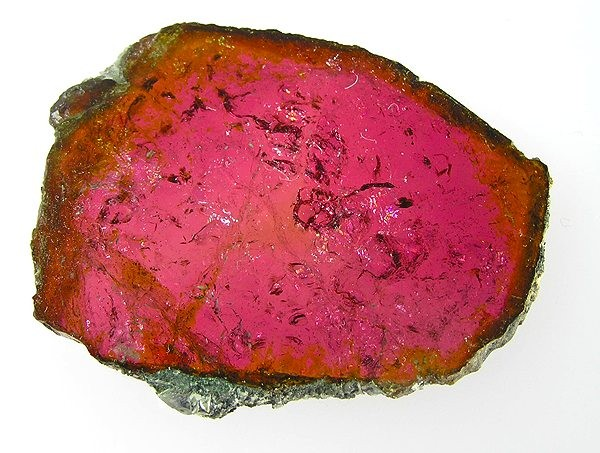
Liddicoatita, una turmalina, de Fianarantsoa, Madagascar. Polit, 5,8 × 4,7 × 0,4 cm.

1. Laachita (2012-100) 04.??
2. Labirintita (2002-065) 09.CO.10
3. Labuntsovita-Fe (1998-051a) 09.CE.30e
4. Labuntsovita-Mg (1998-050a) 09.CE.30e
5. Labuntsovita-Mn (A: 1955, 2000 s.p.) 09.CE.30e
6. Lacroixita (A: 1914) 08.BH.10
7. Laffittita (1973-031) 02.GA.35
8. Laflammeïta (2000-014) 02.BC.60
9. Laforêtita (1995-006) 02.CB.10a
10. Lafossaïta (2003-032) 03.AA.25
11. Lagalyita (2016-106)
12. Lahnsteinita (2012-002) 07.??
13. Laihunita (A: 1976, 1988-xxx) 09.AC.05
14. Laitakarita (A: 1959, 1967 s.p.) 02.DC.05
15. Lakargiïta (2007-014) 04.CC.30
16. Lakebogaïta (2007-001) 08.EA.20
17. Lalondeïta (2002-026) 09.EE.85
18. Lammerita (1980-016) 08.AB.30
19. Lamprofil·lita (A: 1894) 09.BE.25
20. Lanarkita (A: 1832) 07.BD.40
21. Landauïta (1965-033) 04.CC.40
22. Landesita (A: 1930, 1964 p.e. Rd) 08.CC.05
23. Långbanita (A: 1888, 1971-s.p.) 09.AG.10
24. Långbanshyttanita (2010-071) 08.??
25. Langbeinita (A: 1891) 07.AC.10
26. Langhofita (2019-005)
27. Langisita (1968-023) 02.CC.05
28. Langita (A: 1864) 07.DD.10
29. Lanmuchangita (2001-018) 07.CC.20
30. Lannonita (1979-069) 07.DF.40
31. Lansfordita (A: 1888) 05.CA.10
32. Lantanita-(Ce) (1983-055) 05.CC.25
33. Lantanita-(La) (A: 1845, 1987 s.p.) 05.CC.25
34. Lantanita-(Nd) (1979-074) 05.CC.25
35. Lapeyreïta (2003-023b) 08.??
36. Laphamita (1985-021) 02.FA.30
37. Lapieïta (1983-002) 02.GA.25
38. Laplandita-(Ce) (1974-005) 09.DJ.10
39. Laptevita-(Ce) (2011-081) 09.??
40. Larderel·lita (A: 1854) 06.EB.05
41. Larissaïta (2002-061) 04.JH.25
42. Larnita (A: 1929) 09.AD.05
43. Larosita (1971-014) 02.LB.35
44. Larsenita (A: 1928) 09.AB.10
45. Lasalita (2007-005) 04.HC.05
46. Lasnierita (2017-084)
47. Latiumita (A: 1953) 09.EG.45
48. Latrappita (1964-019) 04.CC.30
49. Latzulita (A: 1795, 1967 s.p.) 08.BB.40
50. LatzuritaQ (A: 1891) 09.FB.10
51. Laueïta (A: 1954) 08.DC.30
52. Laumontita (A: 1805, 1997 s.p.) 09.GB.10
53. Launayita (1966-021) 02.LB.30
54. Lauraniïta (2019-049)
55. Laurelita (1988-020a) 03.DC.20
56. Laurentianita (2010-018) 09.??
57. Laurentthomasita (2018-157)
58. Laurionita (A: 1887) 03.DC.05
59. Laurita (A: 1866) 02.EB.05a
60. Lausenita (A: 1928) 07.CB.70
61. Lautarita (A: 1891) 04.KA.05
62. Lautenthalita (1983-029) 07.DE.70
63. Lautita (A: 1881) 02.CB.40
64. Lavendulana (A: 1837) 08.DG.05
65. Låvenita (A: 1884) 09.BE.17
66. Laverovita (2017-009b)
67. Lavinskyita (2012-028) 09.??
68. Lavoisierita (2012-009) 09.??
69. Lavrentievita (1984-020) 02.FC.15a
70. Lawrencita (A: 1845) 03.AB.20
71. Lawsonbauerita (1979-004) 07.DD.40
72. Lawsonita (A: 1895) 09.BE.05
73. Lazaraskeïta (2018-137)
74. Lazarenkoïta (1980-076) 04.JC.10
75. Lazaridisita (2012-043) 07.??
76. Leadamalgama (1981-042) 01.AD.30
77. Leadhil·lita (A: 1832) 05.BF.40
78. Lebedevita (2023-089)
79. LechatelieritaQ (A: 1915) 04.DA.30
80. Lechnerita (2024-075)
81. Lecontita (A: 1858) 07.CD.15
82. Lecoqita-(Y) (2008-069) 05.??
83. Lednevita (2023-094)
84. Leesita (2016-064)
85. Lefontita (2014-075)
86. Legrandita (A: 1932) 08.DC.10
87. Leguernita (2013-051) 07.??
88. Lehmannita (2017-057a)
89. Lehnerita (1986-032) 08.EB.10
90. Leifita (A: 1915, 2002 p.e. Rd) 09.EH.25
91. Leightonita (A: 1938) 07.CC.70
92. Leisingita (1995-011) 04.FL.65
93. Leiteïta (1976-026) 04.JA.05
94. Lemanskiïta (1999-037) 08.DG.05
95. Lemmleinita-Ba (1998-052a) 09.CE.30d
96. Lemmleinita-K (1997-003) 09.CE.30d
97. Lemoynita (1968-013) 09.DP.35
98. Lenaïta (1994-008) 02.CB.10a
99. Lengenbachita (A: 1905) 02.HF.30
100. Leningradita (1988-014) 08.BH.65
101. Lennilenapeïta (1982-085) 09.EG.40
102. Lenoblita (1970-002) 04.HG.60
103. Leogangita (1998-032) 08.CC.15
104. Leonardsenita (2011-059) 03.??
105. Leonita (A: 1896) 07.CC.55
106. Leoszilardita (2015-128)
107. Lepageïta (2018-028)
108. Lepersonnita-(Gd) (1981-036) 05.EG.10
109. Lepersonnita-(Nd) (2021-066)
110. Lepidocrocita (A: 1944, 1980 s.p.) 04.FE.15
111. Lepidolita grup (A: 1905) 09.EC.20
112. Lepkhenelmita-Zn (2003-003) 09.CE.30c
113. Lermontovita (A: 1957) 08.DN.15
114. Lesukita (1996-004) 03.BD.10
115. Letovicita (A: 1932) 07.AD.20
116. Leucita (A: 1791, 1997 s.p.) 09.GB.05
117. Leucofanita (A: 1842) 09.DH.05
118. Leucofenicita (A: 1899) 09.AF.60
119. Leucofosfita (A: 1932) 08.DH.10
120. Leucosfenita (A: 1901) 09.DP.15
121. Leucostaurita (2007-047) 06.EA.05
122. Levantita (2017-010)
123. Leverettita (2013-011) 03.??
124. Levinsonita-(Y) (1996-057) 10.AB.70
125. Levyclaudita (1989-034) 02.HF.25a
126. Levyna-Ca (A: 1825, 1997 s.p.) 09.GD.15
127. Levyna-Na (1997 s.p.) 09.GD.15
128. Leybovita-K (2025-007)
129. Leydetita (2012-065) 07.??.
130. Lianbinita (2023-016)
131. Liandratita (1975-039) 04.DH.35
132. Liangjunita (2022-060)
133. Libbyita (2022-091)
134. Liberita (A: 1964, 1967 s.p.) 09.AA.10
135. Libethenita (A: 1789) 08.BB.30
136. LiddicoatitaH 09.CK.05
137. Liebauïta (1990-040) 09.DO.25
138. Liebenbergita (1972-033) 09.AC.05
139. Liebermannita (2013-128) 09.??
140. Liebigita (A: 1848) 05.ED.20
141. Liguowuïta (2020-097)
142. Likasita (A: 1955) 05.ND.05
143. Lileyita (2011-021) 09.BE.25
144. Lil·lianita (A: 1890) 02.JB.40a
145. Limousinita (2019-011)
146. Linarita (A: 1822) 07.BC.65
147. Lindackerita (A: 1853, 1995 p.e. Rd) 08.CE.30
148. Lindbergita (2003-029) 10.AB.05
149. Lindgrenita (A: 1935) 07.GB.05
150. Lindqvistita (1991-038) 04.CC.45
151. Lindsleyita (1982-086) 04.CC.40
152. Lindströmita (1975-005a) 02.HB.05a
153. Linekita (2012-066) 05.??.
154. Lingbaoïta (2018-138)
155. Lingunita (2004-054) 09.FA.70
156. Linneïta (A: 1845) 02.DA.05
157. Lintisita (1989-025) 09.DB.15
158. Linzhiïta (2010-011) 01.BB.20
159. Liottita (1975-036) 09.FB.05
160. Lipscombita (A: 1953) 08.BB.90
161. Lipuïta (2014-085)
162. Liraïta (2019-085)
163. Liroconita (A: 1822) 08.DF.20
164. Lisanita (2021-014)
165. Lisetita (1985-017) 09.FA.55
166. Lishiïta (2022-121a)
167. Lishizhenita (1989-002) 07.CB.75
168. Lisiguangita (2007-003) 02.GA.25
169. Lisitsynita (2000-008) 09.FA.25
170. LiskearditaQ (A: 1874) 08.DF.10
171. Lislkirchnerita
172. Litargiri (A: 1917) 04.AC.20
173. Litiomarsturita (1988-035) 09.DK.05
174. Litiofilita (A: 1878) 08.AB.10
175. Litioforita (A: 1870) 04.FE.25
176. Litiofosfat (A: 1957) 08.AA.20
177. Litiotantita (1982-022) 04.DB.40
178. Litiowodginita (1988-011) 04.DB.40
179. Litidionita (A: 1880, IMA 2014-C) 09.DG.70
180. Litochlebita (2009-036) 02.HB.20e
181. Litosita (1982-049) 09.GB.05
182. Litvinskita (1999-017) 09.CJ.15a
183. Liudongshengita (2019-044)
184. Liuïta (2017-042a)
185. Liveingita (A: 1902) 02.HC.05c
186. Liversidgeïta (2008-048) 08.??
187. Livingstonita (A: 1874) 02.JA.05i
188. Lizardita (A: 1956) 09.ED.15
189. Llantenesita (2018-111)
190. Lobanovita (Y: 1963) 09.DC.05
191. Lokkaïta-(Y) (1969-045) 05.CC.15
192. Löllingita (A: 1845) 02.EB.15a
193. Lombardoïta (2016-058)
194. Lomonossovita (A: 1950, 1967 s.p.) 09.BE.32
195. Londonita (1999-014) 06.GC.05
196. Lonecreekita (1982-063) 07.CC.20
197. Loomisita (2022-003)
198. Loparita-(Ce) (A: 1923, 1987 s.p.) 04.CC.35
199. Lopatkaïta (2012-083) 02.??.
200. Lopezita (A: 1937, 2007 s.p.) 07.FD.05
201. Lorandita (A: 1894, 2007 s.p.) 02.HD.05
202. Loranskita-(Y) (A: 1899, 1987 s.p.) 04.DG.05
203. Lorenzenita (A: 1901) 09.DB.10
204. Loseyita (A: 1929) 05.BA.30
205. Lotharmeyerita (1982-060 Rd) 08.CG.15
206. Loudounita (1982-013) 09.HF.10
207. Loughlinita (A: 1960, 1967 s.p.) 09.EE.25
208. Louisfuchsita (2022-024)
209. Lourenswalsita (1987-005) 09.EJ.05
210. Lovdarita (1972-009) 09.GF.15
211. Loveringita (1977-023) 04.CC.40
212. Lovozerita (A: 1939) 09.CJ.15a
213. Löweïta (A: 1847) 07.CC.45
214. Luanheïta (1983-083) 01.AD.15b
215. Luanshiweiïta (2011-102) 09.??
216. Luberoïta (1990-047) 02.BC.35
217. Luboržakita (2019-125)
218. Lucabindiïta (2011-010) 08.??
219. Lucasita-(Ce) (1986-020) 04.DH.10
220. Lucasita-(La) (2024-073)
221. Lucchesiïta
222. Luddenita (1981-032) 09.HH.10
223. Ludjibaïta (1987-009) 08.BD.25
224. Ludlamita (A: 1885) 08.CD.20
225. Ludlockita (1969-046) 04.JA.45
226. Ludwigita (A: 1874) 06.AB.30
227. Lueshita (A: 1959, 1962 s.p.) 04.CC.30
228. Luetheïta (1976-011) 08.DD.05
229. Luinaïta-(OH) (2009-046) 09.C?.
230. Lukechangita-(Ce) (1996-033) 05.BD.05
231. Lukkulaisvaaraïta (2013-115) 02.??
232. Lukrahnita (1999-030) 08.CG.20
233. Lulzacita (1998-039) 08.BK.25
234. Lumsdenita (2018-092)
235. Lüneburgita (A: 1870) 06.AC.60
236. Lunijianlaïta (1989-056) 09.EC.60
237. Lun'okita (1982-058) 08.??
238. Luobusaïta (2005-052a) 01.BB.25
239. Luogufengita (2016-005)
240. Lusernaïta-(Y) (2011-108) 05.??
241. Lussierita (2018-101)
242. Luxembourgita (2018-154)
243. Luzonita (A: 1874) 02.KA.10
244. Lyonsita (1986-041) 08.AB.40